# Иш-Вак-Чан-Ахав
Иш-Вак-Чан-Ахав (майя: Ix-6 CHAN-?-Ajaw — «Леди шести небес-? Королева»; 15 июля 669 или позже — 11 февраля 741), также известная под прозвищем Леди шести небес (англ. Lady Six Sky) — правительница Саальского царства со столицей в Наранхо. Она родилась в Дос-Пиласе, но с 682 до своей смерти (или незадолго до неё) жила в столице Наранхо. За это время она де-факто была правительницей Сааля. Однако она использовала эмблемный иероглиф Дос-Пиласа, поэтому вероятно, она не была официальной правительницей.

## Имя
Татьяна Проскурякова, американский археолог и исследователь культур Мезоамерики, впервые установила имя царицы в 1960-х годах во время своих исследований. Но поскольку чтение имени правительницы в настоящее время оспаривается, ей дали прозвище «Леди шести небес».

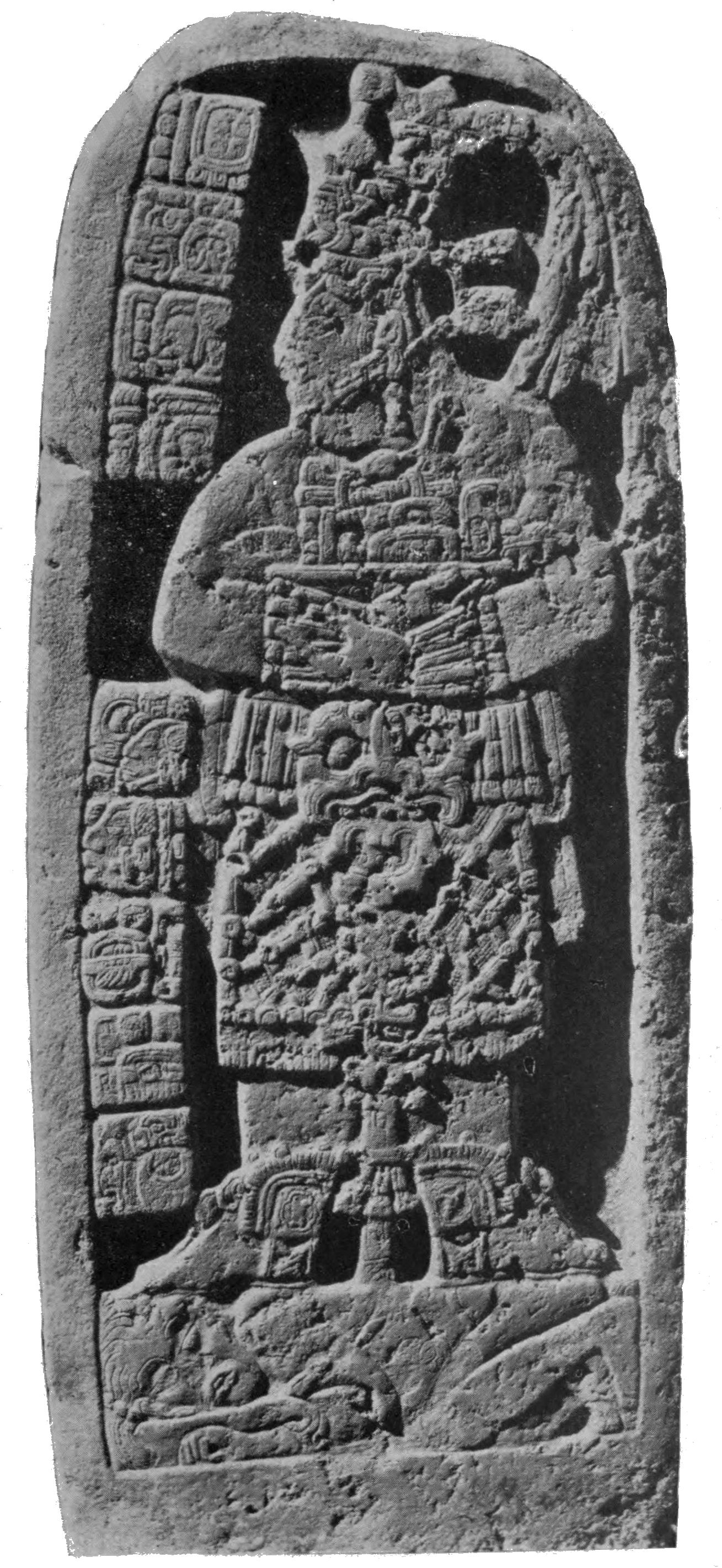
Стела 24

## Биография
Иш-Вак-Чан-Ахав родилась 15 июля 669 года в Дос-Пиласе — столице Южного Мутульского царства. Её отцом был первый правитель Южного Мутуля Балах-Чан-Кавиль, сын правителя Мутульского царства Кинич-Муван-Холя II, а матерью — Леди Булу.
В 680 году Сааль напал на царство Канту. Канту было союзником Канульского царства (в этот союз входил и Южный Мутуль), поэтому между 680 и 682 годами союзниками Кануля был нанесён ответный удар, в результате которого правящая династия в Саале оборвалась. По воле отца Иш-Вак-Чан-Ахав прибыла в Наранхо для восстановления правящей династии. Она вышла замуж за родственника царей династии. Имя её мужа появляется на Стеле 46 из Наранхо и читается как Как-У-?-Чан-Чак. Через три дня после её прибытия в Наранхо она провела формальный ритуал, посещая пирамиду, вероятно, чтобы повторно освятить династический храм. Во время своего правления она установила Стелы 3, 18, 24, 29, 31 и 46.
Во время пребывания в Наранхо она предположительно была царицей, однако в своей титулатуре она всегда использовала эмблемный иероглиф Дос-Пиласа. Спустя более 5 лет после её прибытия в Наранхо, 6 января 688 года, она родила сына, будущего царя Сааля — Как-Тилиу-Чан-Чака. Несмотря на то, что в течение многих лет учёные обсуждали, был ли Как-Тилиу-Чан-Чак её сыном или нет, текст на обнаруженной в 2017 году Стеле 46 подтвердил их родственные связи.
Как-Тилиу-Чан-Чак воцарился в 693 году, в возрасте 5 лет, поэтому Иш-Вак-Чан-Ахав выступала в роли его регента. Во время своего правления она носила титул kalo'mte', наивысший царский титул среди майя. Спустя 20 дней после инаугурации Как-Тилиу-Чан-Чак, Иш-Вак-Чан-Ахав начала вести войны от его имени. В течение 693 года были побеждены города Биталь, Туубаль и Киничиль-Каб. В январе 695 года армия Сааля в некой местности Кан-Туль разгромила и взяла в плен «человек из Мутуля» Сиях-Кавиля, видимо, бывшего одним из полководцев царя Мутуля Хасав-Чан-Кавиля I. В 696 году были побеждены 4 неизвестных города. В 698 году состоялась вторая победа над Киничиль-Кабом и победа над Уканалем, вследствие чего был взят в плен правитель Уканаля Ицамнах-Балам. Регентство Иш-Вак-Чан-Ахав окончилось в 706 году.
Как-Тилиу-Чан-Чак умер после 727 года (так как это последняя дата с его упоминанием) по неизвестной причине в возрасте около сорока лет, поэтому Иш-Вак-Чан-Ахав выдвинула на трон нового правителя, своего второго сына — Яш-Майю-Чан-Чака. Он упоминается на Стеле 18 из Наранхо в тексте, который, вероятно, был поздним дополнением к стеле.
На некоторых стелах Иш-Вак-Чан-Ахав изображена как воин, стоящий на растоптанным пленником, что нетипично для женщин майя. На Стеле 24 она изображена стоящей на пленнице из небольшого государства Киничил-Каб. Также такое же изображение присутствует на Стеле 29.
В Дос-Пиласе, родине Иш-Вак-Чан-Ахав, была найдена повреждённая запись, указывающая на то, что царица умерла 10 или 11 февраля 741 года.

### Семья
Её родителями были Балах-Чан-Кавиль и Леди Булу. Её братья Ицамнах-Балам и Ицамнах-Кавиль были правителями Южного Мутульского царства. Её супругом был  Как-У-?-Чан-Чак. Также у неё было двое детей, которые были правители Сааля: Как-Тилиу-Чан-Чак и Яш-Майю-Чан-Чак.

## В культуре
Иш-Вак-Чан-Ахав возглавляет цивилизацию майя в сезонном пропуске New Frontier в игре жанра 4X Civilization VI.